# Candice King
Candice Rene Accola (Houston, 13 de maio de 1987) é uma atriz, cantora e compositora norte-americana. A atriz ficou mundialmente conhecida por interpretar  Caroline Forbes na série de televisão The Vampire Diaries (2009–2017) e seu papel recorrente como o mesmo personagem no spin-off da série The Originals (2018).

## Biografia
Nascida como Candice Rene Accola na cidade de Houston no Texas, filha de Carolyn (Clark) Accola, que era uma engenheira ambiental antes de se tornar uma dona de casa, e de Kevin Accola, um cirurgião cardiotorácico e cardiovascular. Ela tem ascendência inglesa, suíça-romanche, francesa e norueguesa. Ela cresceu na cidade de Edgewood na Flórida; e frequentou a "Lake Highland Preparatory School", onde se graduou no ensino médio em 2005. A Candice tem um irmão mais novo, chamado: Thomas Kree Accola.

## Carreira
Quando Candice tinha oito ou nove anos de idade, ela chegou em casa e disse à sua mãe que estava começando um grupo de garotas e que elas seriam as próximas Spice Girls. Esse grupo, chamado Girl Zone, cantou em comunidades de aposentados e festas de feriados. Em sua adolescência, Candice encontrou um agente na Califórnia. Então, no meio do seu primeiro ano na Lake Highland, ela se mudou para Los Angeles. Seis meses depois, teve um contrato para um CD de pop e rock chamado "Candice - It's Always The Innocent Ones" (ela terminou o ensino médio por meio de correspondência e graduou-se com sua turma em 2005). Esse CD foi lançado em 26 de dezembro de 2006 pela Beverly Martel Music nos Estados Unidos. Ela co-escreveu treze das quatorze faixas dele. A faixa restante é um cover hit da banda 'Til Tuesday chamado Voices Carry. Sem muito impacto, o CD foi lançado no Japão em 3 de outubro de 2008, onde alcançou maior sucesso. O CD ficou disponível para venda no Amazon.com e para venda digital no iTunes.

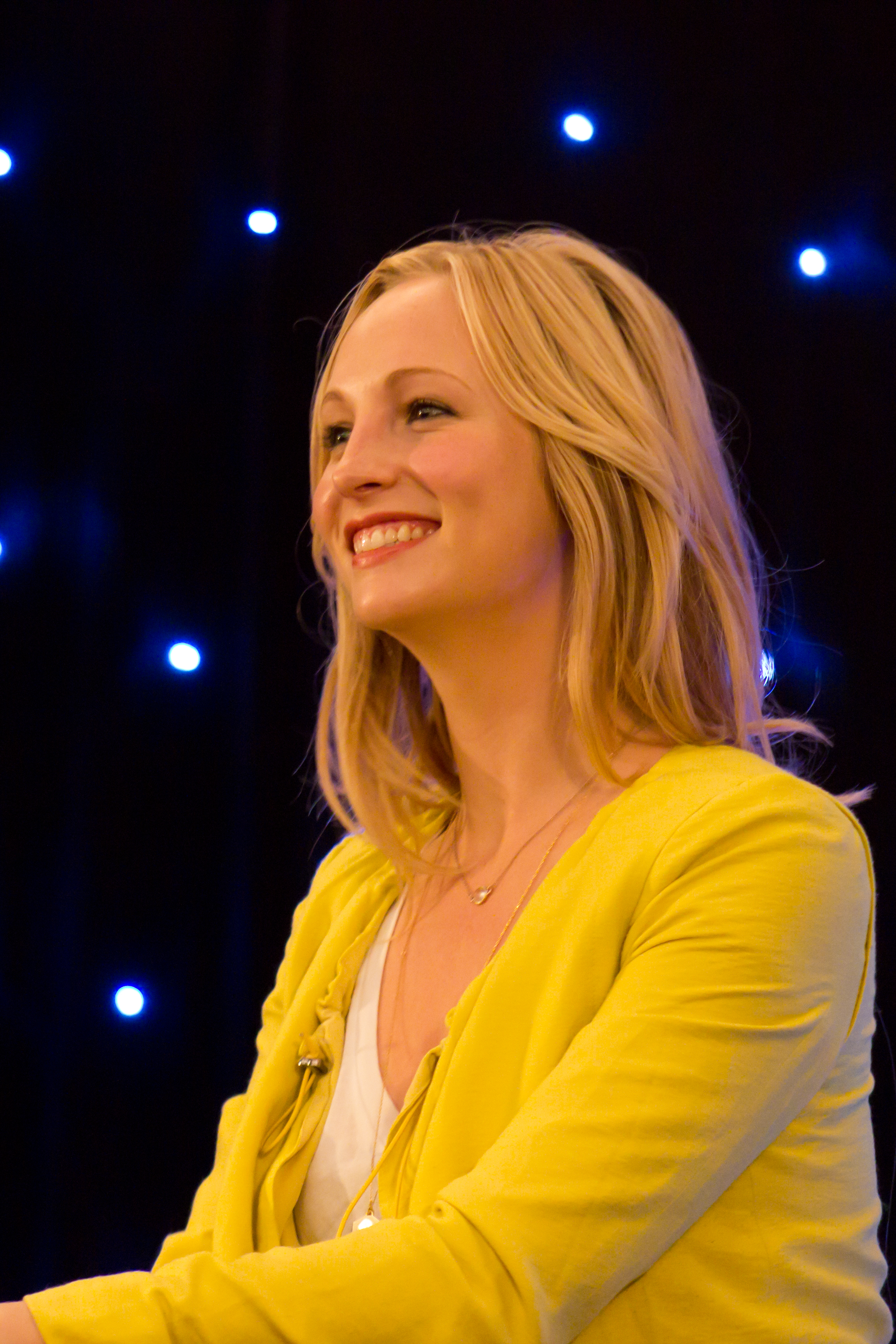
Candice em uma coletiva de imprensa no Reino Unido em junho de 2013.

Entre 2007 e 2008, Candice foi vocal de apoio da cantora Miley Cyrus na turnê Best of Both Worlds, e apareceu como ela mesma no filme Hannah Montana & Miley Cyrus: Best of Both Worlds Concert.
King teve aparições em algumas séries de televisão reconhecidas como "How I Met Your Mother", "Supernatural" e também em "Drop Dead Diva".
Em julho de 2009, a Candice estrelou o filme de terror chamado "Deadgirl", que se concentra em dois garotos do ensino médio que descobrem uma mulher em um asilo abandonado.
Após papéis menores em alguns filmes e séries de televisão, Candice conquistou a tão esperada fama ao integrar o elenco principal da série sobrenatural "The Vampire Diaries", exibida entre 2009 até 2017 pela da rede CW Na série, Candice interpreta a personagem "Caroline Forbes" em todas as oito temporadas. Durante as 6 primeiras temporadas, Candice foi creditada como "Candice Accola", apenas a partir do primeiro episódio da 7ª temporada de "The Vampire Diaries", foi a primeira fez que Candice foi creditada como "Candice King", usando pela primeira vez o seu sobrenome "King" de casada como parte do seu nome artístico oficialmente.
Em 2018, Candice reprisou o seu papel da vampira "Caroline Forbes" em alguns episódios da 5° e última temporada da série de televisão "The Originals", também da The CW, que é o spin-off de "The Vampire Diaries".
Em 2019, participou de um episódio da segunda temporada da série de televisão "The Orville", exibida pela rede Fox Broadcasting Company; onde aparece interpretando a pesquisadora Xelayan que atualmente trabalha em um laboratório em Jintann 9 chamada Solana Kitan, e a irmã maior da famosa tenente Alara Kitan (interpretada por Halston Sage). Em 2020, está no elenco do filme "After We Collided".

## Vida pessoal
A atriz teve breves relacionamentos românticos com os atores Steven R. McQueen e com Zach Roerig, ambos de quem Candice trabalhava junto na série de televisão "The Vampire Diaries".
Em 2011, a  atriz começou a namorar o guitarrista, vocal de apoio e compositor Joe King (da banda The Fray) após eles se conhecerem em um evento do Super Bowl de fevereiro de 2011. Em 29 de maio de 2013, Candice anunciou via instagram que ficou noiva de Joe durante uma viagem na cidade de Florença, localizada na Itália.
No dia 18 de outubro de 2014, Candice e Joe King se casaram em uma cerimônia íntima na Montegut House, localizada em Nova Orleães. Depois do casamento, a Candice optou por adotar o sobrenome "King" de Joe King, e o incluiu em seu nome artístico também. Esse é o primeiro casamento de Candice e o segundo de Joe, que tem duas filhas do casamento anterior, chamadas: Elise e Ava. Em maio de 2022, foi anunciado que Candice entrou com um pedido de divórcio.

## Maternidade
Em 31 de agosto de 2015, Candice anunciou oficialmente que estava grávida pela primeira vez com uma foto via instagram ao lado do até então marido na época e das duas enteadas. No dia 25 de janeiro de 2016, King anunciou oficialmente em seu instagram o nascimento da primeira filha, que recebeu o nome de: Florence May King, que nasceu no dia 15 de janeiro de 2016.
Em 17 de agosto de 2020, que está grávida do 2° bebê com o ex-marido Joe King, através de uma foto publicada na sua página oficial no instagram e do podcast "Directionally Challenged", com a sua amiga, a atriz Kayla Ewell, onde falou sobre ter uma gravidez em meio a um isolamento social devido uma pandemia de Covid-19 e sobre os métodos de uma doula. Em 1 de dezembro de 2020, sua segunda filha nasceu, que recebeu o nome de: Josephine June King.
Junto com suas co-estrelas da série de televisão "The Vampire Diaries", os atores Michael Trevino e Ian Somerhalder, Candice é uma apoiadora do "It Gets Better", um projeto que visa impedir o suicídio entre os LGBT’s. Apesar de seus pais serem membros ativos do Partido Republicano da Flórida, a Candice é uma democrata e apoia o presidente Barack Obama. Também apoia os direitos dos homossexuais. Candice King, na eleição presidencial nos Estados Unidos em 2016, apoiou a candidata Hillary Clinton.

## Filmografia

### Filmes
| † | Indica filmes que ainda não foram lançados. |

| Título                 | Ano  | Papel          | Diretor(es)        | Notas    | Ref(s) |
| ---------------------- | ---- | -------------- | ------------------ | -------- | ------ |
| Pirate Camp            | 2007 | Annalisa/Tom   | Michael Kastenbaum |          |        |
| Juno                   | 2007 | Amanda         | Jason Reitman      |          |        |
| On the Doll            | 2007 | Melody         | Thomas Mignone     |          |        |
| X's & O's              | 2007 | Gwen's friend  | Kedar Korde        |          |        |
| Deadgirl               | 2008 | JoAnn          | Marcel Sarmiento   |          |        |
| Love Hurts             | 2009 | Sharon         | Barra Grant        |          |        |
| Kingshighway           | 2010 | Sophia         | Clayne Crawford    |          |        |
| The Truth About Angels | 2011 | Caitlin Stone  | Lichelli Lazar-Lea |          |        |
| After We Collided †    | 2020 | Kimberly Vance | Roger Kumble       | Filmando | [ 12 ] |

### Televisão
| Título                | Ano       | Papel             | Notas                            | Ref(s) |
| --------------------- | --------- | ----------------- | -------------------------------- | ------ |
| How I Met Your Mother | 2007      | Amy               | Episódio: "Something Borrowed"   |        |
| Supernatural          | 2009      | Amanda Heckerling | Episódio: "After School Special" |        |
| Greek                 | 2009      | Alice             | Episódio: "Isn't It Bro-mantic?" |        |
| The Vampire Diaries   | 2009–2017 | Caroline Forbes   | Elenco principal                 |        |
| Drop Dead Diva        | 2010      | Jessica Orlando   | Episódio: "Begin Again"          |        |
| The Originals         | 2018      | Caroline Forbes   | 5 episódios da 5ª temporada      |        |
| The Orville           | 2019      | Solana Kitan      | Episódio: "Home" (S2E03)         |        |

### Web-série
| Título                           | Ano  | Papel            | Notas                         | Ref(s) |
| -------------------------------- | ---- | ---------------- | ----------------------------- | ------ |
| Dating Rules from My Future Self | 2012 | Chloe Cunningham | 6 episódios, também produtora | [ 13 ] |

### Ela mesma
| Ano     | Título                                                    | Papel     | Notas                            |
| ------- | --------------------------------------------------------- | --------- | -------------------------------- |
| 2008    | Hannah Montana & Miley Cyrus: Best of Both Worlds Concert | Ela mesma | Vocal de apoio                   |
| 2011    | When I Was 17                                             | Ela mesma | Episódio de 12/02                |
| 2011    | The Perfect Love Triangle: Vampires, Werewolves, Witches  | Ela mesma | Curta-metragem                   |
| 2011    | Myth & Mystery                                            | Ela mesma | Curta-metragem                   |
| 2011    | Howling at the Moon                                       | Ela mesma | Curta-metragem                   |
| 2011    | Her Own Worst Enemy                                       | Ela mesma | Curta-metragem                   |
| 2013    | Big Morning Buzz Live                                     | Ela mesma | Temporada 7, episódio 72         |
| 2013    | Whose Line Is It Anyway?                                  | Ela mesma | Temporada 1, episódio 3          |
| 2013–14 | The Late Late Show with Craig Ferguson                    | Ela mesma | Temporada 10, episódios 65 e 142 |
| 2014    | Fashion Police                                            | Ela mesma | Temporada 9, episódio 12         |

## Discografia
| Ano  | Nome                          | Notas               |
| ---- | ----------------------------- | ------------------- |
| 2006 | It's Always The Innocent Ones | [ 14 ]              |
| 2008 | It's Always The Innocent Ones | Versão para o Japão |

| Ano  | Título              | Música                     | Papel                     | Notas                    |
| ---- | ------------------- | -------------------------- | ------------------------- | ------------------------ |
| 2011 | The Vampire Diaries | Eternal Flame              | Caroline Forbes-Salvatore | Temporada 2, episódio 16 |
| 2015 | The Vampire Diaries | Hit Me With Your Best Shot | Caroline Forbes-Salvatore | Temporada 6, episódio 18 |
| 2015 | The Vampire Diaries | Still Hurting              | Caroline Forbes-Salvatore | Temporada 6, episódio 17 |
| 2015 | The Vampire Diaries | Go in Peace                | Caroline Forbes-Salvatore | Temporada 6, episódio 15 |

| Ano  | Título         | Artista  | Papel         |
| ---- | -------------- | -------- | ------------- |
| 2013 | Love Don't Die | The Fray | Garota quente |

## Prêmios e indicações
| Organização        | Ano  | Trabalho            | Categoria                            | Resultado |
| ------------------ | ---- | ------------------- | ------------------------------------ | --------- |
| Teen Choice Awards | 2012 | The Vampire Diaries | Scene Stealer Female                 | Venceu    |
| Teen Choice Awards | 2013 | The Vampire Diaries | Scene Stealer Female                 | Indicado  |
| Teen Choice Awards | 2014 | The Vampire Diaries | Scene Stealer Female                 | Venceu    |
| Teen Choice Awards | 2015 | The Vampire Diaries | Choice TV Actress Fantasy/Sci-Fi     | Indicado  |
| Teen Choice Awards | 2015 | The Vampire Diaries | Choice TV: Liplock (com Paul Wesley) | Indicado  |
| Teen Choice Awards | 2016 | The Vampire Diaries | Choice TV Actress Fantasy/Sci-Fi     | Indicado  |
| Teen Choice Awards | 2016 | The Vampire Diaries | Choice TV: Liplock (com Paul Wesley) | Indicado  |